# Zvíkov, České Budějovice
Zvíkov là một làng thuộc huyện České Budějovice, vùng Jihočeský, Cộng hòa Séc.